# Ulica Stanisława Hozjusza w Warszawie
Ulica Stanisława Hozjusza – ulica w warszawskiej dzielnicy Żoliborz. 

## Opis

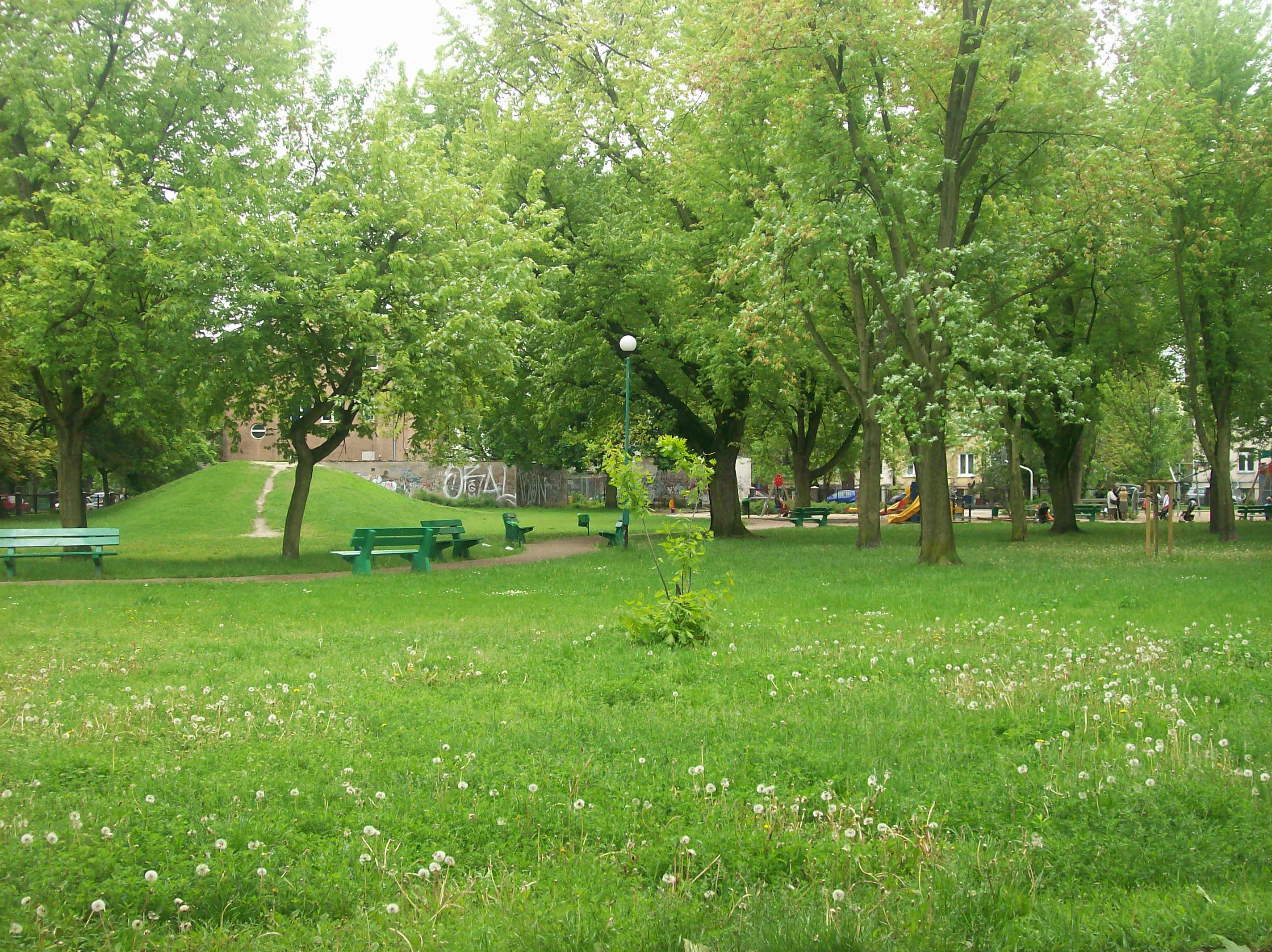
Skwer Barbary i Stanisława Brukalskich

Pod adresem Hozjusza 2 znajduje się kościół św. Stanisława Kostki, grób ks. Jerzego Popiełuszki oraz Muzeum Błogosławionego Księdza Jerzego Popiełuszki. Przy ulicy znajduje się również skwer Barbary i Stanisława Brukalskich.
Patronem ulicy jest kardynał Stanisław Hozjusz – polski humanista, poeta, teolog i dyplomata.